# مارت اویاوه
مارت اویاوه (استونیایی: Mart Ojavee؛ زادهٔ ۹ نوامبر ۱۹۸۱) دوچرخه‌سوار اهل استونی است.
از باشگاه‌هایی که در آن بازی کرده‌است می‌توان به چمپیون سیستم اشاره کرد.